# 鈴木文史朗
鈴木 文史朗（すずき ぶんしろう、1890年3月19日 - 1951年2月23日）は、日本のジャーナリスト、新聞記者、政治家。

## 来歴
千葉県海上郡豊浦（現銚子市）出身。本名は文四郎。旧制銚子中学校（現千葉県立銚子商業高等学校）、東京外国語学校英語学科卒業。三菱合資会社地所部を経て1917年東京朝日新聞に入社。シベリア出兵の従軍記者や、パリ講和会議などの特派員として活躍する。社会部長、編集局総務、論説委員、整理部長、名古屋支社長、取締役を歴任し、1942年常務取締役となるが、朝日新聞社内の人事で冷遇されたことから反緒方竹虎の急先鋒となった。
敗戦直後退社し、1946年『リーダーズ・ダイジェスト』日本語版編集長となる。
1949年1月30日、親友同士であったUPI通信社極東担当副社長マイルス・ボーンと元電通社長の上田碩三が東京湾浦安沖で遭難し他3名と共に死亡すると、第二次世界大戦前、戦後と国際報道に貢献した二人の死を悼み、更にはその業積を顕彰しピューリッツァー賞にならい国際報道に貢献した報道者を表彰することを鈴木が提案、その構想を受け賞の制定に動いた高田元三郎ほか長谷川才次、本田親男、吉田秀雄、高石真五郎、松方三郎など日米のマスコミ有志が発起人となり、国際報道に貢献した報道者を表彰するボーン国際記者賞が創設された。
全国出版協会理事長、NHK理事を歴任。1950年、緑風会に所属して第2回参議院議員通常選挙で当選するも、その翌年に死去した。青年団運動にも熱心で、日本青年館理事長も務めた。
長男は日刊工業新聞社常務取締役などを務めた鈴木弘。

## 著書
- 『世界に聴く』白水社 1922
- 『東西話行』日本評論社 1926
- 『婦人問題の話』朝日常識講座 第9巻 朝日新聞社 1929
- 『空の旅・地の旅』新潮社 1929
- 『新聞雑誌記者を志す人のために』現人社 1933
- 『心を打つもの』三省堂 1935
- 『米欧変転紀』全国書房 1943
- 『静動雑記』一洋社 1947
- 『戦後のアメリカ第一信』講談社 1948
- 『文史朗随筆』中央公論社 1948
- 『ジャーナリズム批判』弘文堂 アテネ文庫 1949
- 『文史朗文集』大日本雄辯會講談社 1952

## 翻訳
- エーブラハム・リンカーン / ジョン・ドリンクウオーター 吉田書店 1946